# Cheyenne (Oklahoma)
Cheyenne è un comune degli Stati Uniti d'America, capoluogo amministrativo della Contea di Roger Mills in Oklahoma. La sua popolazione, stimata nel 2007, è di 727 abitanti.

## Storia
Cheyenne è il luogo dove, nel 26 novembre del 1868, si svolse la battaglia del Washita (o Battaglia del fiume Washita), quando George Armstrong Custer, con il 7º cavalleggeri attaccò il villaggio indiano Cheyenne di Pentola Nera.
Durante gli anni settanta, Cheyenne e le aree circostanti beneficiarono della presenza nel sottosuolo di petrolio e di gas naturale; quel terreno rappresentava la più larga estensione di riserva di gas sul suolo americano e la più grande risorsa mondiale di elio. Tra il 1973 ed il 1993 vennero prodotti da questo campo più di 230.000.000 m³ di gas.